# Once Upon a Time (5.ª temporada)
A quinta temporada de Once Upon a Time foi confirmada em 7 de maio de 2015 e estreou em 27 de setembro de 2015. Em 9 de junho de 2015, Rebecca Mader e Sean Maguire foram promovidos ao elenco principal da série, retratando seus personagens Zelena / Bruxa Malvada do Oeste e Robin Hood, respectivamente, enquanto alguns dias depois, Michael Socha que interpreta Will Scarlet / Valete de Copas, foi removido do elenco principal da série. A quinta temporada contará também com seu 100º episódio, que está agendado para ir ao ar em 6 de março de 2016, marcando o retorno da série após o hiatus.
Novos personagens introduzidos para a série durante a temporada incluem Rei Arthur, Guinevere, Merlin, Merida, Percival, Violet, Nimue, Hades, Hércules, Mégara e Gaston. A temporada também conta com o retorno de alguns personagens presumivelmente mortos, incluindo a Bruxa Cega, de "True North", Cora / Rainha de Copas, Peter Pan, Cruella de Vil, Neal Cassidy, Milah, Príncipe Henry e Liam Jones.

## Sinopse
Os personagens embarcam em uma missão para Camelot tentando encontrar Merlin, a fim de libertar Emma dos poderes das trevas. Para complicar a situação, o Rei Arthur está determinado a alterar o equilíbrio entre a luz e as trevas usando a lendária espada Excalibur. Mas não é apenas Emma que vira a Senhora das Trevas, seu amado que é salvo da morte mas ganha trevas em seu coração. Assim, Storybrooke terá dois Senhores das Trevas. Para acabar com as trevas na cidade, um dos Senhores deve morrer, contra sua vontade, Emma mata gancho e vai para o Submundo à procura de salvar a alma perdida de seu amado, onde encontram também as almas daqueles com negócios inacabados e enfrentam um novo vilão, Hades, que pretende prender os heróis em seu domínio para sempre.

## Elenco e personagens

### Principal
- Ginnifer Goodwin como Branca de Neve / Mary Margaret Blanchard[6]
- Jennifer Morrison como Emma Swan / Emma das Trevas[7]
- Lana Parrilla como Regina Mills, a Rainha Má[6]
- Josh Dallas como Príncipe Encantado / David Nolan / Príncipe James[8]
- Emilie de Ravin como Bela / Lacey[9]
- Colin O'Donoghue como Killian Jones, o Capitão Gancho[6]
- Jared S. Gilmore como Henry Mills[10]
- Rebecca Mader como Zelena, Bruxa Má do Oeste[3]
- Sean Maguire como Robin Hood[3]
- Robert Carlyle como Rumplestiltskin / Sr. Gold[6]

### Recorrente
- Liam Garrigan como Rei Arthur[11]
- Elliot Knight como Merlin[12]
- Joana Metrass como Guinevere[12]
- Lee Arenberg como Sonhador / Zangado / Leroy[13]
- Beverley Elliott como Widow Lucas / Granny[14]
- Andrew Jenkins como Percival[12]
- Sinqua Walls como Lancelote[15]
- Amy Manson como Merida[6][16]
- Olivia Steele Falconer como Violet[17]
- Keegan Connor Tracy como Fada Azul / Madre Superiora[18]
- Timothy Webber como Aprendiz[10]
- Meghan Ory como Chapeuzinho Vermelho / Ruby[19]
- Jamie Chung como Mulan[20]
- David Anders como Dr. Victor Frankenstein / Dr. Whale[21]
- Barbara Hershey como Cora Mills / Rainha de Copas[22]
- Caroline Ford como Nimue[23]
- Robbie Kay como Malcolm / Peter Pan / Flautista de Hamelin[24]
- Greg Germann como Hades[25]
- Giancarlo Esposito como Espelho Mágico / Sidney Glass[26]
- Victoria Smurfit como Cruella De Vil / Cruella Feinberg[27]
- Tony Perez como Príncipe Henry[28]
- Teri Reeves como Dorothy Gale[29]
- Michael Raymond-James como Baelfire / Neal Cassidy[30]
- Emma Caulfield como a Bruxa Cega[31]

### Convidado
- Mckenna Grace como Emma (jovem)[10]
- Ryan Robbins como Sir Morgan[32]
- Paul Telfer como Lorde Macintosh[33]
- Glenn Keogh como Rei Fergus[34]
- Caroline Morahan como Rainha Elinor[34]
- Lily Knight como Bruxa Carpinteira[35]
- Adam Croasdell como Brennan Jones[36]
- Oliver Bell como Killian (jovem)[36]
- Eric Keenleyside como Maurice / Moe French[36]
- Bailee Madison como Branca de Neve (jovem)[37]
- Jonathan Whitesell como Hércules[37]
- Kacey Rohl como Mégara[37]
- Rachel Shelley como Milah[38]
- Bernard Curry como Liam Jones[39]
- Costas Mandylor como Capitão Silver[40]
- Paul Scheer como Espantalho[41] (voz)
- Wes Brown como Gaston[42]
- Gina Stockdale como Tia Em
- Ava Acres como Regina (jovem)[43]
- Isabella Blake-Thomas como Zelena (jovem)[43]
- Rya Kihlstedt como Cleo Fox[44]
- Max Chadburn como Natasha "Tasha" Morris[45]
- Geoff Gustafson como Stealthy[46]
- David Hoflin como Zeus[47]
- Hank Harris como Dr. Jekyll[48] / Jardineiro[49]
- Sam Witwer como Sr. Hyde[48] / Guardião[49]
- Arnold Pinnock como Poole / Guarda[50]
- Tzi Ma como o Dragão[49]

## Episódios
| N.º na série | N.º na temp. | Título                                                  | Dirigido por          | Escrito por                         | Exibição original      | Audiência (milhões) |
| --- | ------------ | ------------------------------------------------------- | --------------------- | ----------------------------------- | ---------------------- | ------------------- |
| 89 | 1            | "The Dark Swan" "(Emma das Trevas)" (BR)                | Ron Underwood         | Edward Kitsis & Adam Horowitz       | 27 de setembro de 2015 | 5.93                |
| Em um flashback de Camelot, o recém-nomeado Rei Arthur enfrenta um problema ao descobrir que sua espada recém-encontrada Excalibur, está sem metade da lâmina, o que o obriga a embarcar em uma jornada para completar a espada e se tornar um rei completo. Depois de ser envolvida pelas trevas e se tornar a nova Senhora das Trevas, Emma imediatamente desaparece deixando para trás apenas a Adaga com seu nome escrito. Os heróis então viajam até a Floresta Encantada para salvar Emma, porém exigirá a ajuda de um aliado improvável. Enquanto isso, na Floresta Encantada, Emma luta para resistir a seus impulsos sombrios enquanto procura por Merlin, na esperança dele poder parar a sua transformação, recebendo ajuda ao longo de seu caminho para Camelot da destemida e valente princesa Merida, do Rei Arthur e dos Cavaleiros da Távola Redonda. |              |                                                         |                       |                                     |                        |                     |
| 90 | 2            | "The Price" "(O Preço)" (BR)                            | Romeo Tirone          | Andrew Chambliss & Dana Horgan      | 4 de outubro de 2015   | 5.38                |
| Em um flashback em Camelot, Regina toma a liderança de um jeito inesperado que irá testar sua força para o bem. O Rei Arthur e a Rainha Guinevere organizam um baile real de boas vindas para os heróis em Camelot, porém esse baile sofre uma reviravolta fatal que força David e Robin a unirem forças e entrar em ação para não perder um recurso crucial na luta para salvar Emma. Em Storybrooke, Gancho tenta usar uma técnica "testada e aprovada" na esperança de trazer Emma para a luz, enquanto os heróis descobrem uma bagagem inesperada que os seguiu de Camelot até Storybrooke. |              |                                                         |                       |                                     |                        |                     |
| 91 | 3            | "Siege Perilous" "(Assento Perigoso)" (BR)              | Ralph Hemecker        | Jane Espenson                       | 11 de outubro de 2015  | 5.28                |
| Em um flashback em Camelot, os heróis trabalham intensamente para libertar Merlin. Determinado a ajudar Emma, David embarca em uma jornada para recuperar uma relíquia mágica que Regina poderia usar para se comunicar com o feiticeiro emprisionado. Porém, quando ele parte, Arthur insiste em acompanhá-lo, uma vez que os perigos à frente são maiores do que ele pode imaginar. Enquanto isso, Mary Margaret descobre o destino de seu antigo amigo Lancelot. Em Storybrooke Arthur pede ajuda à David para pegar um ladrão que ameaça a segurança dos cidadãos de seu reino. Do outro lado da cidade, Emma se abre para um Gancho em conflito consigo, enquanto ela desenvolve um plano para retirar a Excalibur da pedra. |              |                                                         |                       |                                     |                        |                     |
| 92 | 4            | "The Broken Kingdom" "(O Reino Partido)" (BR)           | Alrick Riley          | David H. Goodman & Jerome Schwartz  | 18 de outubro de 2015  | 4.92                |
| Em um flashback de Camelot, Guinevere sente que Arthur está sendo consumido por sua obsessão de completar a Excalibur, e se une à Lancelote em sua busca ao coração das trevas. Após receber um aviso misterioso de Lancelote, Mary Margaret percebe que Arthur pode ser a maior ameaça aos heróis. Porém, quando David não acredita no perigo, ela decide resolver o problemas com suas próprias mãos. Enquanto isso, o amor inabalável de Gancho por Emma oferece a ela um vislumbre de esperança em sua luta contra a voz implacável de Rumplestiltskin. Em Storybrooke, Emma desencadeia uma arma secreta na próxima fase de seu plano para achar a alma corajosa que ela precisa para retirar a Excalibur da pedra. |              |                                                         |                       |                                     |                        |                     |
| 93 | 5            | "Dreamcatcher" "(O Apanhador de Sonhos)" (BR)           | Romeo Tirone          | Edward Kitsis & Adam Horowitz       | 25 de outubro de 2015  | 5.12                |
| Em um flashback em Camelot, quando Mary Margaret e David tentam recuperar a adaga da Senhora das Trevas, Emma usa um apanhador de sonhos para ver o passado e descobrir como Merlin foi transformado em uma árvore. Juntas, Emma e Regina descobrem o ingrediente principal que devem adquirir para libertar Merlin, o que se transforma em uma corrida contra Arthur, que não quer ver o Feiticeiro libertado. Enquanto isso, com o incentivo de suas mães, Henry reúne coragem para chamar Violet para um encontro. Em Storybrooke, os heróis entram na casa de Emma esperando localizar Sr. Gold, mas o que eles acham irá dar-lhes um vislumbre do objetivo final de Emma. Por fim, longe de olhares indiscretos, Merida começa a missão encarregada a ela por Emma e tenta transformar Gold no herói necessário para retirar a Excalibur da pedra. |              |                                                         |                       |                                     |                        |                     |
| 94 | 6            | "The Bear and the Bow" "(O Urso e o Arco)" (BR)         | Ralph Hemecker        | Andrew Chambliss & Tze Chun         | 1 de novembro de 2015  | 4.83                |
| Em um flashback em Camelot, um encontro casual com Merlin, David, Gancho e Bela dá a Merida novas esperanças em sua jornada para salvar seus irmãos dos clãs usurpadores de DunBroch. Negando-se a ir sem ajuda, Merida leva Bela para uma perigosa missão que culmina em uma lição de bravura valiosa. Em Storybrooke, Regina, Mary Margaret e David descobrem o feitiço que permite que o escolhido de Merlin se comunique com ele. Porém, quando Arthur falha em tal missão, os heróis começam a suspeitar dele. Enquanto isso, Emma ordena que Merida mate Bela na esperança de forçar a transformação heróica do Sr. Gold, e com a jovem sem escolha a não ser obedecer Emma, Gold é forçado a encontrar coragem para lutar por Bela ou arriscar perdê-la para sempre. |              |                                                         |                       |                                     |                        |                     |
| 95 | 7            | "Nimue" "(Nimue)" (BR)                                  | Romeo Tirone          | Jane Espenson                       | 8 de novembro de 2015  | 4.88                |
| Em um flashback em Camelot, Merlin lidera uma missão para reunir a adaga com a Excalibur, para que possa usar a arma para salvar Emma da escuridão que ameaça sua alma. Com a ajuda de Zelena, Gancho, Mary Margaret, David, Regina e Robin invadem o castelo de Arthur para pegar a Excalibur. Enquanto isso, Merlin leva Emma em uma jornada, para confrontar seu antigo inimigo e recuperar a faísca sagrada que ele precisará para reforjar a Excalibur. Ambos os grupos são testados, mas um sofre um golpe que acaba por arruinar uma das operação. Em um flashback da juventude de Merlin, depois de ser abençoado com magia e imortalidade, ele se apaixona por uma jovem refugiada chamada Nimue, mas tudo muda para Merlin, já que seu romance dá inicio a uma cadeia de eventos que toca cada um de nossos heróis do presente. |              |                                                         |                       |                                     |                        |                     |
| 96 | 8            | "Birth" "(Nascimento)" (BR)                             | Eagle Egilsson        | David H. Goodman & Jerome Schwartz  | 15 de novembro de 2015 | 4.85                |
| Em um flashback em Camelot, tensões vêm à tona quando Merlin, agora sendo controlado por Arthur, oferece à Emma uma escolha: abrir mão da adaga do Senhor das Trevas e do Santo Graal ou ver toda a sua família ser morta. Recusando-se a ceder, Emma e nossos heróis enfrentam Arthur, Merlin e Zelena em uma batalha épica de magia e vontade. No fim, Emma é forçada a fazer uma escolha angustiante e inesperada. De volta a Storybrooke, a gravidez de Zelena misteriosamente acelera e Gancho toma medidas desesperadas para obter respostas de Emma. |              |                                                         |                       |                                     |                        |                     |
| 97 | 9            | "The Bear King" "(O Rei Urso)" (BR)                     | Geofrey Hildrew       | Andrew Chambliss                    | 15 de novembro de 2015 | 4.85                |
| Em um flashback de DunBroch, Merida aprende sobre bravura e honra enquanto ela treina para o combate ao lado de seu pai Fergus na batalha infame que reivindica sua vida. Em Camelot, Zelena e Arthur saem numa jornada para DunBroch em uma missão para recuperar uma relíquia encantada que irá fornecer a vantagem de que precisam para vencer Emma e os outros heróis. Seus caminhos se cruzam então com o de Merida, que está em uma viagem para pagar uma dívida que seu pai, o Rei Fergus, com uma bruxa quando ele morreu. Assim, ela pede a ajuda de duas amigas, Mulan e Ruby, mas a fim de satisfazer a Bruxa e salvar DunBroch, Merida deve primeiro descobrir a identidade do cavaleiro que matou seu pai. |              |                                                         |                       |                                     |                        |                     |
| 98 | 10           | "Broken Heart" "(Coração Partido)" (BR)                 | Romeo Tirone          | Dana Horgan & Tze Chun              | 29 de novembro de 2015 | 4.38                |
| Em um flashback em Camelot, Gancho se torna o Senhor das Trevas, fazendo seu desejo de vingança contra Rumplestiltskin reacender. E quando Emma e Gancho discordam sobre o melhor plano de ação, as peças finais do quebra-cabeça sobre como os eventos em Camelot chegaram até o presente são reveladas, trazendo à luz um confronto carregado entre as forças da luz e das trevas que leva nossos heróis em rota de colisão com o destino. Em Storybrooke, séculos do velho desejo de vingança de Gancho contra Gold colocam ambos os seus destinos em perigo, ao passo em que o amor de Emma enfrenta o teste final. Por fim, ela tenta convencer Gancho a se afastar da escuridão antes que ela, Mary Margaret, David e Regina embarquem em uma nova missão, enquanto um mal insuspeito é liberado. |              |                                                         |                       |                                     |                        |                     |
| 99 | 11           | "Swan Song" "(O Canto do Cisne)" (BR)                   | Gwyneth Horder-Payton | Edward Kitsis & Adam Horowitz       | 6 de dezembro de 2015  | 4.56                |
| Em um flashback da Floresta Encantada, a Rainha Má testa a bravura do Capitão Gancho, forçando-o a confrontar um demônio de seu passado antes de contratá-lo para destruir um de seus próprios demônios. O cerco a Storybrooke começa quando todos os Senhores da Trevas ressuscitados têm como alvo uma alma viva para um sacrifício que os fará retornar ao mundo dos vivos. Com a desgraça iminente, Gold aconselha Mary Margaret, David e o resto dos heróis a desfrutar da companhia dos seus entes queridos em seus últimos momentos de vida, apesar de Emma se recusar a desistir quando ela percebe que deve corrigir todas as más escolhas feitas enquanto era a Senhora das Trevas. Quando a luta pelo destino de Storybrooke começa, as ações de Gancho devastam Emma de maneira inesperada. |              |                                                         |                       |                                     |                        |                     |
| 100 | 12           | "Souls of the Departed" "(Almas dos Que Partiram)" (BR) | Ralph Hemecker        | Edward Kitsis & Adam Horowitz       | 6 de março de 2016     | 4.01                |
| Em um flashback da Floresta Encantada, um rosto familiar do passado da Rainha Má retorna para apresentá-la o presente de aniversário perfeito. Emma, Regina, Mary Margaret, David, Robin, Henry e Gold chegam ao Submundo, em uma missão para resgatar Gancho, apenas para descobrir que sua busca vai ser mais difícil do que tinham imaginado. Os habitantes do Submundo–almas com negócios inacabados e com desejo vingança–caçam nossos heróis um por um. |              |                                                         |                       |                                     |                        |                     |
| 101 | 13           | "Labor of Love" "(Obra de Amor)" (BR)                   | Billy Gierhart        | Andrew Chambliss & Dana Horgan      | 13 de março de 2016    | 4.31                |
| Em um flashback da Floresta Encantada, uma jovem Branca de Neve se esforça para preservar a paz em seu reino enquanto aprender a ser uma verdadeira heroína, se ela quer um dia se tornar uma boa rainha. No Submundo, uma fugitiva da prisão de Hades informa aos heróis que Gancho está sendo mantido em cativeiro, mas antes que os heróis possam resgatá-lo, eles devem enfrentar uma fera apavorante que guarda a prisão. Mary Margaret vai à procura de um amigo de infância que sabe como derrotar o monstro, no entanto, uma vez reunidos, ela descobre que seu amigo não é mais o herói que ele costumava ser. |              |                                                         |                       |                                     |                        |                     |
| 102 | 14           | "Devil's Due" "(Dever do Diabo)" (BR)                   | Alrick Riley          | Jane Espenson                       | 20 de março de 2016    | 3.54                |
| Em um flashback da Floresta Encantada, Rumplestiltskin e Milah enfrentam uma crise de vida ou morte envolvendo o seu filho, Baelfire, que obriga Rumple à fazer um acordo que irá assombrá-lo para sempre. A prisão de Gancho toma um rumo sombrio quando Hades ameaça condená-lo ao Rio das Almas Perdidas, após Gancho se recusar a escolher três de seus amigos que terão que permanecer no Submundo. Enquanto isso, Gold fica ansioso para ajudar Emma, Mary Margaret, David, Regina, Robin e Henry a encontrarem Gancho, para que ele possa voltar para Bela, mas para fazer isso, ele deve encontrar sua ex-mulher Milah no Submundo e pedir sua ajuda. |              |                                                         |                       |                                     |                        |                     |
| 103 | 15           | "The Brothers Jones" "(Os Irmãos Jones)" (BR)           | Eagle Egilsson        | Jerome Schwartz & David H. Goodman  | 27 de março de 2016    | 3.51                |
| Em um flashback da Floresta Encantada, o vínculo entre os dois jovens irmãos, Liam e Killian, é testado e fortalecido em meio à um navio mercante que se dirige para uma tempestade perigosa. Emma e Gancho, agora reunidos, devem encontrar uma maneira de derrotar Hades, para que possam voltar a Storybrooke com Mary Margaret, David, Regina, Robin, Henry e Gold. Os irmãos Jones, Liam e Killian, finalmente se reencontram, para a surpresa de todos. Os heróis conseguem descobrir uma forma de derrubar Hades, através de um livro que contém a chave para sua queda. Cansado de ficar de fora, Henry secretamente decide resolver o problema, enquanto os outros procuraram pelo livro, e Hades redobra seus esforços para prender os heróis no Submundo, jogando-os uns contra os outros. |              |                                                         |                       |                                     |                        |                     |
| 104 | 16           | "Our Decay" "(A Nossa Ruína)" (BR)                      | Steve Pearlman        | Tze Chun & Dana Horgan              | 3 de abril de 2016     | 3.78                |
| Em um flashback de Oz, Hades faz uma visita à Terra de Oz e aprende sobre o feitiço muito especial de viagem no tempo de Zelena, com a intenção de conseguir uma aliança, mas depara-se com muito mais do que apenas uma aliada. Emma, Mary Margaret, David, Regina, Robin, Henry e Gancho continuam a procurar uma maneira de libertar todos do Submundo. À mercê de Hades, Gold cria um portal para Storybrooke que transporta Bela, Zelena e a bebê Hood para o Submundo. Enquanto Zelena e Regina entram em uma briga de irmãs, Bela está junta a Gold apenas para descobrir algumas notícias tremendamente chocantes que vão mudar sua vida para sempre. Enquanto isso, Mary Margaret e David irremediavelmente tentam enviar uma mensagem do Submundo para seu filho, Neal, em Storybrooke. |              |                                                         |                       |                                     |                        |                     |
| 105 | 17           | "Her Handsome Hero" "(Seu Belo Herói)" (BR)             | Romeo Tirone          | Jerome Schwartz                     | 10 de abril de 2016    | 3.75                |
| Em um flashback da Floresta Encantada, Bela e Gaston se encontram pela primeira vez mas o florescimento de seu romance chega a um impasse na véspera da Guerra dos Ogros. Bela se volta para Gold com a esperança de juntos encontrarem uma maneira de proteger seu filho de Hades. No entanto, eles discordam sobre o possível uso de magia negra, já que Bela o proíbe de usar seus poderes para o mal. Enquanto isso, Hades secretamente se reúne com Gaston no Submundo e o encoraja a vingar-se de Gold. Conforme os heróis tentam encontrar uma maneira de derrotar Hades, Emma tem um pesadelo terrível que ela percebe estar começando a se tornar realidade, e um misterioso ciclone vindo de Oz chega ao Submundo trazendo consigo uma velha amiga dos heróis, Ruby/Chapeuzinho Vermelho. |              |                                                         |                       |                                     |                        |                     |
| 106 | 18           | "Ruby Slippers" "(Sapatos de Viagem)" (BR)              | Eriq La Salle         | Andrew Chambliss & Bill Wolkoff     | 17 de abril de 2016    | 3.76                |
| Em um flashback momentâneo em Oz, Ruby e Mulan encontram-se agora em Oz, onde conhecem Dorothy. As três testemunham o retorno de Zelena à Oz, e procuram uma maneira de derrotá-la de uma vez por todas. No entanto, Dorothy desaparece misteriosamente e em meio a busca por sua nova amiga, Ruby acaba indo parar no Submundo. Agora reunida com os heróis, Ruby se une a Emma, Regina e Mary Margaret para continuar à procura por Dorothy. Enquanto isso, Mary Margaret e David lutam com o fato de não serem capazes de estar com seu filho, Neal, e elaboram um plano para que um deles possa escapar do Submundo e voltar à Storybrooke. |              |                                                         |                       |                                     |                        |                     |
| 107 | 19           | "Sisters" "(Irmãs)" (BR)                                | Romeo Tirone          | David H. Goodman & Brigitte Hales   | 24 de abril de 2016    | 3.85                |
| Em um flashback da Floresta Encantada, Cora acaba tendo que trazer Zelena de Oz após Regina provocar um acidente com uma varinha mágica, mas assim que as garotas começam a se relacionar, Cora acaba tendo que terminar esta reunião fraternal, temendo que a presença de Zelena irá alterar o resultado do futuro de Regina como a próxima rainha. Agora que Zelena está ao seu lado, Hades diz a Zelena que ele quer um futuro com ela fora do Submundo, tudo o que ela precisa fazer é curar o coração dele com um beijo de amor verdadeiro, para que eles possam deixar o Submundo e prender os heróis lá por toda eternidade. Quando Regina fica sabendo deste plano, ela pede a ajuda de Cora para encontrar uma maneira de separar Zelena de Hades. No entanto, Cora revela um segredo de família que poderia mudar as vidas de Regina e Zelena para sempre. Enquanto isso, David finalmente conhece seu irmão gêmeo, James, apenas para perceber que seu irmão está determinado a se vingar dele por roubar a vida que ele poderia ter tido. |              |                                                         |                       |                                     |                        |                     |
| 108 | 20           | "Firebird" "(Cabeça de Fogo)" (BR)                      | Ron Underwood         | Jane Espenson                       | 1 de maio de 2016      | 3.77                |
| Em um flashback, Emma procura respostas sobre sua verdadeira família e acaba fazendo uma amizade inesperada com uma mulher que pode mudar sua vida. Hades vai atrás dos heróis para pedir ajuda para recuperar Zelena que foi capturada por Gold e Peter Pan, em troca, ele se oferece para tirar todos os nomes de suas lápides e os deixarem livres. No entanto, Gancho ainda é incapaz de sair do Submundo, o que o leva a viajar com Emma para as profundezas do Submundo, em busca de uma maneira de voltar à Storybrooke. Enquanto isso, Cruella De Vil está determinada a manter os heróis presos no Submundo e retornar para a terra custe o que custar. |              |                                                         |                       |                                     |                        |                     |
| 109 | 21           | "Last Rites" "(Ritos Finais)" (BR)                      | Craig Powell          | Jerome Schwartz                     | 8 de maio de 2016      | 3.75                |
| Emma, David, Regina, Robin e Henry estão finalmente de volta à Storybrooke e reunidos a Mary Margaret, mas infelizmente, eles ainda terão de lutar contra Hades, que continua enganando Zelena enquanto estabelece seu plano para usar o todo poderoso Cristal do Olimpo para assumir o controle da cidade. Os heróis desesperadamente procuram uma forma de derrotar Hades, enquanto Gancho faz o mesmo no Submundo, procurando pelas páginas perdidas do livro "Once Upon a Time" de Storybrooke. Regina e Robin assumem uma abordagem mais direta, que culmina em um confronto épico que mudará os heróis para sempre. |              |                                                         |                       |                                     |                        |                     |
| 110 | 22           | "Only You" "(Somente Você)" (BR)                        | Romeo Tirone          | David H. Goodman & Andrew Chambliss | 15 de maio de 2016     | 4.07                |
| Regina lida com morte de Robin Hood, e todos tentam lhe dar espaço para se lamentar, mas quando os heróis descobrem que Gold roubou o Cristal do Olimpo de Hades e pretende atar toda a magia de Storybrooke a si, eles partem para impedi-lo. Henry decide que ele não pode ficar com toda a magia, pois ela causou dor em sua família, então ele foge junto de Violet, para destruir a magia de uma vez por todas. Enquanto isso, Zelena, Mary Margaret, David e Gancho tentam abrir um portal para que Merida e o povo de Camelot voltem para suas casas, mas as coisas dão errado e o grupo acaba em um novo e perturbado mundo. |              |                                                         |                       |                                     |                        |                     |
| 111 | 23           | "An Untold Story" "(Uma História Não Contada)" (BR)     | Dean White            | Edward Kitsis & Adam Horowitz       | 15 de maio de 2016     | 4.07                |
| Com a possibilidade da magia ser destruída e o destino de Storybrooke na balança, começa uma corrida para Emma e Regina rastrearem Henry antes que Gold possa encontrá-lo primeiro. Regina continua a lutar com suas frustrações sobre seu antigo lado mal, já em outro mundo desconhecido Mary Margaret, David, Gancho e Zelena estão presos e têm que lidar com dois indivíduos muito perturbados que podem acabar ajudando Gold na sua empreitada de roubar toda a magia para si próprio. |              |                                                         |                       |                                     |                        |                     |